# 옥계면
옥계면(玉溪面)은 대한민국 강원특별자치도 강릉시의 면이다.

## 개요
옥계면은 강릉시 최남쪽에 위치한 행정구역으로서 강릉시 강동면, 왕산면, 정선군 임계면, 동해시와 인접하여 있고, 면적은 148.02km2로 강릉시 전체 면적의 14.2%를 차지한다. 석병산, 자병산, 두리봉, 망덕봉, 만덕봉 등으로 이어지는 연봉들로 둘러싸여 있고 낙풍천, 주수천, 남양천 주위로 평야가 형성되어 있으며 동해와도 닿아 있다. 산, 들, 바다를 모두 갖추고 있어 농업, 어업, 광산업이 발달하였으며 풍부한 석회석을 바탕으로 한 시멘트 생산공장, 시멘트 운반선로 옥계항과 이와 대조적으로 평온한 농촌과 금진항의 어촌이 독특한 인문적 풍경을 보여준다. 해안으로 관통되는 국도 제7호선와 동해고속도로를 통해 강릉 시내와 동해시로 연결되고 북동골, 산계골, 남양골로 호칭되는 내륙 마을을 지방도와 리도가 이어주고 있다. 마을마다 서낭제, 짐대제 등 고대 민속신앙이 행해지고 있고, 산계리 3층석탑, 옥계굴 등 6개의 지정문화재를 비롯하여 선사유적, 호열비 등 다수의 문화재가 있으며 옥계, 금진, 도직 해수욕장과 석병산 등 산로가 관광명소로 유명하다.
한 때는 인구도 상당하여 옥계역과 옥계 시외 버스 정류장등도 존재하였다.

## 연혁
옥계면은 옛 예국의 땅으로서 한사군(漢四郡)때 임둔(臨屯) 땅이었고, 고구려 미천왕 14년(313년)에 현재 묵호지역을 포함하여 아슬라주(何瑟羅州) 우곡현(羽谷縣) 에 속하다가 신라 내물왕 42년(397년)에 신라영토로 편입된 이후 경덕왕 16년(757년)에 삼척군의 속현인 우계현(羽谿縣) 이라 하였다.
고려 현종 9년(1018년) 강릉대도호부 소속 우계현이 되었고, 조선 정조6년 (1782년) 강릉현 우계면이라 칭한 후 줄곧 우계면이라 불렸다. 임영지에 의하면 1786년 당시 묵진(墨津), 현내(縣內), 북동(北洞), 산계(山溪), 천남(川南), 오곡(梧谷)등 6개리가 있었다.
1941년 옥천우계(玉泉羽溪)의 의미로 강릉군 옥계면(玉溪面)으로 개칭하였고, 1955년 명주군 옥계면으로, 1995년 시군통합으로 강릉시 옥계면이 되었다.

## 위치
옥계면은 강릉시 최남단에 위치한 행정구역으로 강릉시 강동면,왕산면과 정선군 임계면 그리고 동해시와 연접해 있다.
동쪽은 동해, 서쪽은 두리봉 석병산, 남쪽은 옻재를 경계로 하고 북쪽은 선목이와 밤재를 경계로한다.

## 행정 구역
| 법정리 | 한자명 | 행정리                             |
| ------ | ------ | ---------------------------------- |
| 금진리 | 金津里 | 금진1리, 금진2리, 금진3리          |
| 낙풍리 | 樂豊里 | 낙풍1리, 낙풍2리                   |
| 남양리 | 南陽里 | 남양1리, 남양2리, 남양3리          |
| 도직리 | 道直里 | 도직리                             |
| 북동리 | 北洞里 | 북동리                             |
| 산계리 | 山溪里 | 산계1리, 산계2리, 산계3리          |
| 주수리 | 珠樹里 | 주수1리, 주수2리                   |
| 천남리 | 川南里 | 천남리                             |
| 현내리 | 縣內里 | 현내1리, 현내2리, 현내3리, 현내4리 |

## 지명유래

### 금진리
금진리는 본래 강릉군 옥계면 지역으로 땅이 검고, 개(浦)가 있어서 먹진이라 했는데, 1916년 행정구역 변경에 따라 건남리를 합병하여 금진리라 했다.
마을 뒷산의 형국이 "金"자처럼 생겨서 금진이라 하나 金자는 검다는 뜻의 음차이다. 마을은 동쪽으로는 동해바다, 서쪽으로는 낙풍리, 강동면 산성우리, 남쪽으로는 낙풍리, 현내리, 주수리, 북쪽으로는 강동면 심곡리와 접해있다.
마을 앞으로 넓은 동해를 바라보고, 뒤로는 말탄봉이 병풍을 친듯 남북으로 길게 뻗어있다. 3리는 원래 건남(근남)리 지역으로 마을 앞에 포구가 있어 어업에 종사하는 사람이 많이 있고,1리쪽은 넓은 들을 끼고 있어 농사짓는 사람이 많이 있다. 바닷가쪽으로 인구가 비교적 밀집되어 있어, 이곳에 금진초등학교, 강원도 여성수련원이 있다.

### 낙풍리
낙풍리는 원래 강릉군 옥계면 지역으로 조선조때 大昌道에 딸린 낙풍역이 있어서 역촌 또는 낙풍이라 하다가 1916년 양짓말,응달말을 합해 낙풍리라 했다.
북동에서 흐르는 물(낙풍천)이 마을 앞을 지나고 뒤에는 산이 있어 전형적인 背山臨水形의 마을로 마을 전체가 남향이어서 산수가 좋고 물이 마르지 않는 비옥한 농토여서 매년 풍년이 들어 풍년을 즐기는 마을이라는 뜻에서 낙풍리라 한다.
현내리(면소재지)에 장이 서기 전에는 이곳에서 장이 섰고, 마을 입구 숲이 우거진 곳에 악귀를 쫓치고 주민을 돌봐주는 짐대(진또베기)가 서 있다.
마을 뒤(북쪽)에는 성재가 포근히 감싸고 앞엔 넓은 들이 펼쳐졌는데 그 옆으로 흐르는 내로 옛날에 배가 다니면서 현내리 뒤에 있는 창재까지 가서 쌀을 실어 날랐다.
마을은 동쪽으로는 금진리, 현내리, 서쪽으로는 북동리, 남쪽으로는 현내리, 산계리, 북쪽으로는 강동면 산성우리와 접해있다.

### 황지미
산계3리 산계버스 종점이 있는 학림동(서낭뎅이)에서 안쪽으로 들어가면서 오른쪽 골, 골입구에 효자각이 있다. 골안에는 범바위, 상황지미, 하황지미 3개의 자연부락이 있다. 골 안쪽에 들어가면 두 골로 갈라지는데 왼쪽 골 끝이 선목이가되고 오른쪽 골끝이 곰덫이 된다. 선목이를 넘으면 왕산면 목계리가 되고, 곰덫을 넘으면 강동면 언별리 단경골이 된다.
옛날 沈來助(號 : 四一居士)라는 분이 무릉도원을 찾아가다가 이곳에 와서 이곳이 무릉도원과 비슷하여 냇가 바위에 訪桃溪라 글씨를 써놓고, 그 옆에다 봉황이 많이 날아오는 곳이라 鳳來亭(나중엔 迎鳳亭으로 고침)을 짓고 살았다. 지금도 마을 입구 서낭 옆 냇가 바위에 글씨가 새겨져 있다. 황지미란 봉황이 날라오는 연당에 못이 있어서 생긴 이름이다.
이 골에는 高明極, 徐夏淳, 兪鎭樂이란 분이 살았는데 이 분을 학문이 높은 三學士, 효성이 지극한 三孝子라 불렀다. 徐학자는 高학자의 제자이고, 兪학자는 徐학자의 제자인데 이 분들이 이 골에 있어 학문이 끊어지지 않았다고 한다. 3學士 가운데 고명극이란 분은 水月亭을 짓고 찾아온 선비들과 글을 읽었다고 한다.

### 마구할미굴
낙풍리 샘골 안쪽으로 들어가면서 왼쪽 참나무 숲이 있는 곳에 있는 굴. 옛날 이 굴에 마구할미가 살았는데 굴안에는 솥, 베틀 형상의 돌이 있고, 안방, 사랑방, 마굿간 등이 있다.
굴은 사람이 들어갈 수 없을 정도로 작은데 강동면 임곡리와 연결된다. 임곡에서 흰 개를 이 굴에 집어넣으면 낙풍쪽으로 나오면서 검게 되고, 또 검은 개를 집어 넣으면 흰 개가 되어 나온다고 전한다.
굴안에 석순이 있는데 옛날 석순이 속병에 좋다고 하여 마을사람들이 횟불을 들고 들어가 마구 뜯어서 많이 훼손되었다. 지금은 굴속으로 들어가지 못하게 입구에 철책을 쳤다.

### 산골터
주수에서 천남으로 가면서 첫번째 마을, 이 골에 위장병, 신경통에 좋다고 하는 산골이 많이 나온다.
옛날 이 골에 新英寺란 절이 있었다가 없어졌는데 그 절의 고승이 절을 떠나면서 마을까지 없어질 것이 안타까와 "절이 없어지면 자연 이 마을에도 인적이 끊어지게 되는데, 마을에 인적이 끊어지지 않게 하기 위해 이 골에 山骨이 나게 하겠다. 그러면 사람들이 山骨때문에 많이 모이게 돼 마을은 없어지지 않을 것이다"하며 떠났다.
그런데 그 고승의 예언이 적중하여 유독 이 골에서 山骨이 나왔다.

### 현내리
현내리는 원래 강릉군 우계현(羽溪縣)의 소재지로 1916년에 향교말, 드릉담, 잿말, 장거리를 합쳐 현내리라 했다. 옥계의 옛지명이 玉泉縣이었을 때 고을 현감이 살던 곳이였다.
마을은 동쪽으로는 주수리, 천남리, 서쪽으로는 낙풍리, 남쪽으로는 산계리, 남양리, 북쪽으로는 금진리, 낙풍리와 접해있다. 옥계의 면소재지로 면사무소, 옥계초등학교, 우체국, 파출소, 보건지소, 농협, 축협, 한국도로공사 강릉지부 등의 공공기관이 있고, 4일과 9일에 이곳에서 장이 선다.
마을 뒤에 우계산성이 있는데 지금은 거의 다 없어지고 동쪽 돌문만 조금 남아있다. 마을 앞으로는 주수천이 흐르고, 주수천을 따라 남쪽으로 가면 남양골, 서쪽으로 가면 산계골이 된다.

### 천남리
천남리는 본래 강릉군 옥계면 지역으로 1916년 사잇말, 경방말, 동산미, 신영골을 합쳐 현내리의 주수천 남쪽이 되어 천남리라 했다. 이 마을에는 玉泉亭과 玉泉寺, 옥계중학교, 옥계종합복지회관이 있다.
마을은 동쪽으로는 도직리, 동해시 망상동, 서쪽으로는 현내리, 남쪽으로는 남양리, 북쪽은 현내리와 주수리가 접해 있다.

### 주수리
주수리는 본래 강릉군 옥계면 지역으로 1916년 새터, 용바우,솔꺼리를 합해 주수리라 하다가 1957년 조산리(助山里 혹은 造山里)를 합해 지금의 주수리가 되었다.
마을은 주수천 하류여서 숲이 우거지고 구슬같이 맑은 물이 흘러 주수라 하는데, 옛날 주수천 하류인 조산(助山)에 염전이 있어서 호황을 누렸으나 지금은 옛만큼 재미가 없다고 한다.
옛날 조산에 소금을 실으러 온 배가 파산하여 배에 실은 동전꾸러미가 쏟아져 모래불에 뭍혔는데, 바람이 불어 모래가 날려가면 동전이 나오곤 했다. 그런데 최근 주수천 하류에 한라시멘트 공장과 관련하여 항구를 만드는 공사를 할 때 중장비로 모래를 파 헤치니 동전이 많이 나왔다.
마을에는 옥계 기차 정거장, 새로 건설한 옥계항구, 조산해수욕장이 있다. 그 동쪽은 도직리, 동해, 서쪽은 천남리, 현내리, 남쪽은 천남리, 북쪽은 금진리와 접해 있다.

### 산계리
산계리는 본래 강릉군 옥계면 지역으로 1916년에 가새골, 검단이, 곰밭골, 반바우, 곱실, 쇠바우, 서낭댕이, 절골, 영밑, 원뜨루, 조월뜰, 황지미를 합하여 이 마을에 산계사(사찰)가 있어 산계라 했다. 또 세골(절골, 황지골, 영밑골)에서 흘러내리는 내가 3개라 삼계라 한 것이 음이 변해 산계가 되었다고 한다.
옥계면 소재지에서 서쪽으로 뚫린 큰 골짜기에 있는 마을로 마을 제일 뒤에 石屛山(1055m)이 있고, 동쪽 낙맥으로 紫屛山(873m)이 자리잡고 있으며 그 사이에 조그마한 南山(鳳璋山)이 있다.
산계는 절골, 황지골, 영밑골 등 큰 골이 세개가 있는데 절골에는 석화동굴이 유명하다. 산에는 자생 회양목(도장나무)과 고얌나무가 유독 많이 있다. 그래서 고얌을 따먹기 위해 까마귀가 많이 몰려온다. 이 마을 향언에 늘 하던 일도 하기 싫어할 때를 빗대어 "산계골 까마귀가 고얌을 마다 하나?"라 하고, 또 옛부터 이마을에 禹氏들이 많이 살아 그들의 드센 생활을 빗대어 바깥에서 바람이 불어 나무나 숲이 우수수 떨어지면 "산계골 우서방이 넘어 오나?"하는 향언이 있다.
마을은 동쪽으로는 남양리, 동북쪽은 현내리, 낙풍리, 서쪽은 왕산면 목계리, 남쪽은 정선군 임계면 직원리, 왕산면 송현리, 북쪽은 북동리, 낙풍리와 접해있고, 2리에는 산계초등학교, 3리에는 보건진료소, 산계리 시내버스 종점이 있다.
1970년대 이 마을에 한라시멘트공장이 들어서서 마을이 많이 없어지고 80여 가구가 되는 줌니들도 다른 곳으로 이주를 했다.
산계리는 골이 많고 깊어 물이 깨끗해 산자수명한 곳이여서 옛부터 시인 묵객이 많이 찾아서 자연을 즐기며 놀아 泮岩八景과 山溪八景이 생겼다.

### 북동리
북동리는 본래 강릉군 옥계면 지역으로 1916년에 사기막, 검정밭, 다릿골, 덕우동, 흐내를 합하여 북동리라 했다.
북동은 현내리의 북쪽이 된다고 해서 북동이라 했는데 동쪽으로는 산계리, 낙풍리, 서쪽으로는 왕산면 목계리, 서북쪽은 강동면 언별리, 남쪽은 산계리, 정선군 임계면(두리봉과 석병산 경계), 북쪽은 강동면 임곡리와 접해 있다.
북동은 만덕봉에서 내려온 골이 검정밭골과 덕우리골로 갈라져 내려온 큰 골이 두개가 있고, 이 두 골을 중심으로 마을이 형성되어 있다.
마을 입구에 있는 저수지에서 왼쪽 골을 검정밭골, 오른쪽 골을 덕우리골이라 한다. 마을에서는 만덕봉에서 흘러내린 물이 검정밭, 흐내를 지나 딱밭에 와서 덕우리골 달래를 지나온 물과 만나 낙풍리로 흘러가는 북동천이 흐른다.
마을 입구 저수지 밑에는 북동 분교, 덕우골에는 덕우제, 효자각(金海金氏孝婦之閭)가 있다. 이 마을에서 나는 마늘과 무우는 유명하다.

### 도직리
마을은 본래 강릉군 옥계면 지역으로 나루가 있어 도직진 또는 도직이라 하다가 1916년 도직리라고 했다. 그런데 關東邑志에는 島直이라 기록했다.
이 마을 이름은 "길이 곧다"는 뜻인데 최근(1975년) 동해고속도로 가운데 동해시와 옥계면 사이 구간이 곧게 생기는 바람에 마을이 모두 없어지고 연어골로 마을을 옮겼다. 동해고속도로가 이 마을 가운데를 지나면서 길이 곧게 똑바로 되어 지명과 같이 "곧은 길"이 되면서 원래 마을은 없어졌다.
마을은 명주군 동남단에 위치하여 동쪽은 동해바다, 서쪽은 삿갓봉을 경계로 천남리, 남쪽은 동해시 망상동, 서북쪽은 주수리와 접해있다.
마을 앞에 조그마한 선착장이 있으나 어업에 종사하는 사람은 별로 없고 대부분 농사를 주업으로 삼고 있다.

### 남양리
남양리는 본래 강릉군 옥계면 지역으로 1916년 올밑, 진목정, 응달말, 옹구점, 흑싯골, 범울이, 영내터, 정상골, 피밀을 합하여 남양리라 했다.
옛지명이 오일(梧谷, 午日)이여서, 아랫오일(1리), 윗오일(2리)이라 칭하다가 "현내 남쪽 양지쪽"이라하여 남양리라 했다.
마을은 동쪽으로는 동해시 망상동, 서쪽으로는 산계리, 정선군 임계면, 남쪽으로는 동해시 삼흥동, 북쪽으로는 천남리, 현내리, 산계리와 접해있다.
백봉령에서 북쪽으로 뻗어내린 매봉산 줄기 서쪽이 범울이, 정상골이 되고, 동북쪽이 흑싯골, 독장골이 되는데 범울이에서 흐르는 물이 남양천을 이루며 흘러 내 주위로 마을이 길게 형성되어 있고, 1리에는 남양초등학교, 보건진료소가 있다.
옛날 묵호나 북평장으로 갈려면 남양초교 앞 예림재로, 임계장으로 다닐려면 남면재, 곧은치, 박달꼬뎅이를 넘어 다녔다.

## 학교
- 옥계초등학교
- 금진초등학교
- 옥계중학교